# Зимородки-альционы
Запрос Halcyon перенаправляется на эту статью, см. также Halcyon (значения)
Зиморо́дки-альцио́ны, или альционы (лат. Halcyon) — род птиц из семейства зимородковых, иногда вместе с другими родами подсемейства Halcyoninae выделяемый в семейство Halcyonidae. Ранее в этот род также включались виды, в настоящее время относимые к родам Actenoides, Syma и Todiramphus.
Зимородки-альционы — крупные птицы с тяжелым клювом, обитающие в разных типах лесистой местности. Они охотятся из засады на мелких животных, включая больших насекомых, грызунов, ящериц, змей и лягушек, некоторые ловят также рыбу.
На Дальнем Востоке России зарегистрированы залёты ошейниковой и пламенной альцион.

## Виды
В состав рода включают 12 видов:
- Halcyon coromanda — Пламенная альциона
- Halcyon smyrnensis — Красноклювая альциона
- Halcyon gularis (Kuhl, 1820)
- Halcyon cyanoventris — Яванская альциона
- Halcyon badia — Каштановая альциона
- Halcyon pileata — Ошейниковая альциона
- Halcyon leucocephala — Сероголовая альциона
- Halcyon albiventris — Буроголовая альциона
- Halcyon chelicuti — Полосатая альциона
- Halcyon malimbica — Синегрудая альциона
- Halcyon senegalensis — Сенегальская альциона
- Halcyon senegaloides — Мангровая альциона